# Kadîiivka, Iarmolînți
Kadîiivka (în ucraineană Кадиївка) este localitatea de reședință a comunei Kadîiivka din raionul Iarmolînți, regiunea Hmelnîțkîi, Ucraina.

## Demografie
Componența lingvistică a localității Kadîiivka
     Ucraineană (98,03%)
     Rusă (1,61%)
     Alte limbi (0,36%)
Conform recensământului din 2001, majoritatea populației localității Kadîiivka era vorbitoare de ucraineană (98,03%), existând în minoritate și vorbitori de rusă (1,61%).